# Моравче (Загреб)
Моравче је насеље у саставу Града Загреба. Налази се у четврти Сесвете. До територијалне реорганизације у Хрватској налазило се у саставу старе загребачке приградске општине Сесвете.

## Становништво
На попису становништва 2011. године, Моравче је имало 663 становника.

## Попис1991.
На попису становништва 1991. године, насељено место Моравче је имало 713 становника, следећег националног састава:
| Попис 1991.‍  | Попис 1991.‍  | Попис 1991.‍ | Попис 1991.‍ | Попис 1991.‍ |
| ------------ | ------------ | ----------- | ----------- | ----------- |
|              |              |             |             |             |
| Хрвати       | Хрвати       |             | 706         | 99,01%      |
| Италијани    | Италијани    |             | 1           | 0,14%       |
| Словенци     | Словенци     |             | 1           | 0,14%       |
| неопредељени | неопредељени |             | 3           | 0,42%       |
| непознато    | непознато    |             | 2           | 0,28%       |
| укупно: 713  |              |             |             |             |